# 다랴오역
다랴오역(중국어 정체자: 大寮站, 한자음: 대료참)은 가오슝 첩운 귤선의 종점역이다.

## 역 구조

### 승강장
| 지면     | 출입구                              | 출입구                                     |
| 지하 1층 | 승강장                              | 출입구                                     |
| 지하 1층 | 승강장                              | 화장실                                     |
| 지하 2층 | 1호 플랫폼                          | ←가오슝 첩운 귤선 하마센방면（펑산궈중역） |
| 지하 2층 | 플랫폼，문의 왼쪽 / 오른쪽 열립니다 |                                            |
| 지하 2층 | 2호 플랫폼                          | ←가오슝 첩운 귤선 하마센방면（펑산궈중역） |

## 역 출입구
역의 남쪽 끝의 위치에서 남동쪽한 출입구1,2.
- 출입구1：종칭리
- 출입구2：첸쫭리